# Zagórów (gmina)

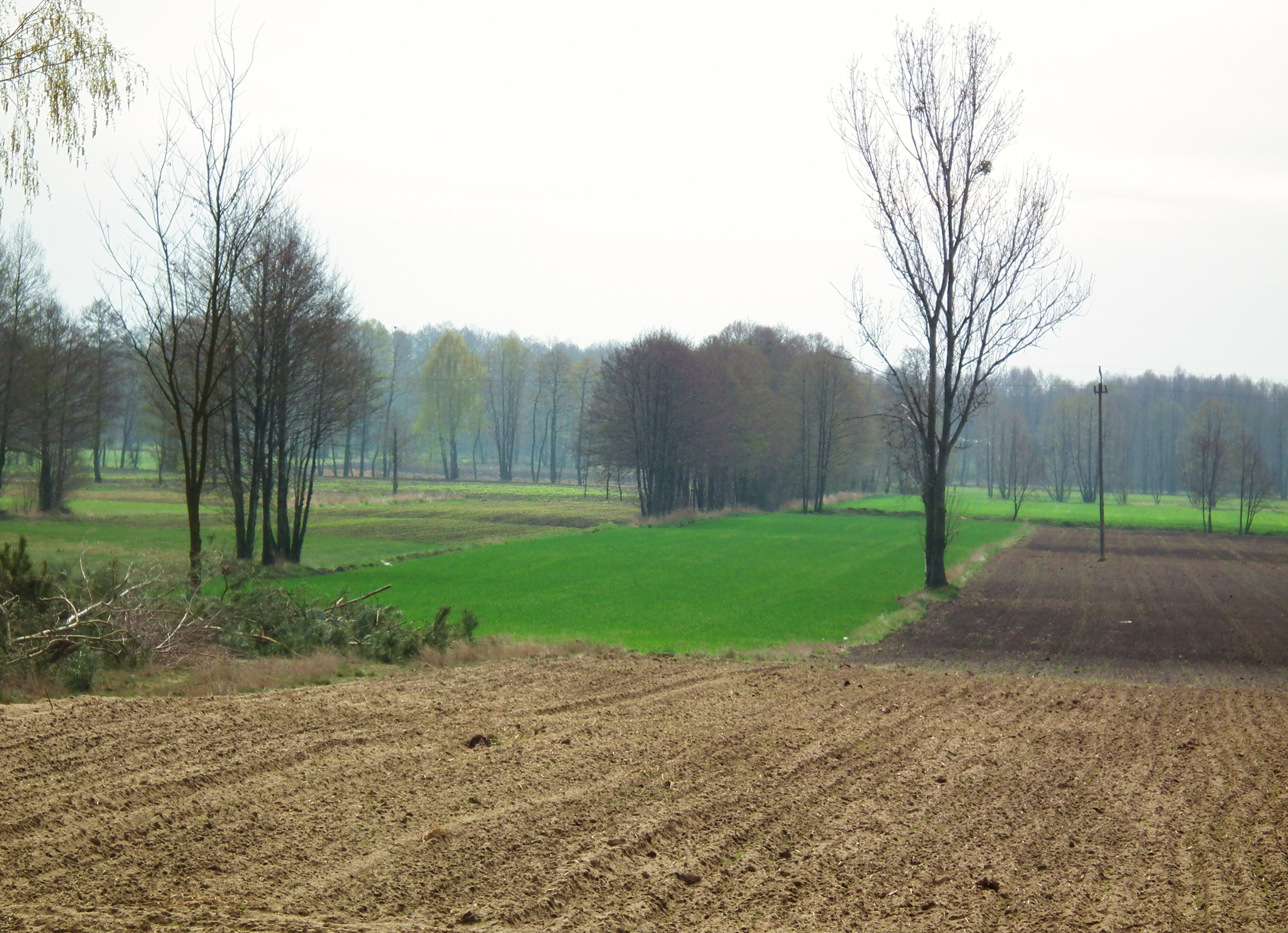
Krajobraz gminy w okolicach Koszelewskiej Łąki

Zagórów – gmina miejsko-wiejska w województwie wielkopolskim, w powiecie słupeckim. W latach 1975–1998 gmina położona była w województwie konińskim.
Siedzibą władz gminy jest miasto Zagórów.
Według danych z 31 grudnia 2012 gminę zamieszkiwało 9147 osób. Natomiast według danych z 31 grudnia 2017 roku gminę zamieszkiwało 9056 osób.

## Struktura powierzchni
Według danych z roku 2002 gmina Zagórów ma obszar 159,59 km², w tym:
- użytki rolne: 71%
- użytki leśne: 21%

Gmina stanowi 19,05% powierzchni powiatu.

## Demografia
Dane z 31 grudnia 2012:
| Opis                              | Ogółem | Ogółem | Kobiety | Kobiety | Mężczyźni | Mężczyźni |
| --------------------------------- | ------ | ------ | ------- | ------- | --------- | --------- |
| jednostka                         | osób   | %      | osób    | %       | osób      | %         |
| populacja                         | 9147   | 100    | 4572    | 50      | 4575      | 50        |
| gęstość zaludnienia (mieszk./km²) | 57,3   | 57,3   | 28,6    | 28,6    | 28,7      | 28,7      |

- Piramida wieku mieszkańców gminy Zagórów w 2014 roku[1].

## Edukacja
- Szkoła Podstawowa w Łukomiu
- Szkoła Podstawowa w Trąbczynie
- Szkoła Podstawowa w Zagórowie[5]

## Koło Gospodyń Wiejskich
- Koło Gospodyń Wiejskich w Skokumiu - Jaglanki
- Stowarzyszenie Koło Gospodyń Wiejskich w Trąbczynie
- Koło Gospodyń Wiejskich w Augustynowie
- Koło Gospodyń Wiejskich Imielno "Imielnianki to fajne Babki"
- Stowarzyszenie Koło Gospodyń Wiejskich w Szetlewku
- Koło Gospodyń Wiejskich w Kopojnie "Kopojnianki"
- KOŁO GOSPODYŃ WIEJSKICH "SWOJSKIE BABKI" W MYSZAKÓWKU
- Stowarzyszenie Koło Aktywnych Pań "Łomowianki" w Łomowie
- Koło Gospodyń Wiejskich we Wrąbczynie "WIANKI WRĄBCZYNIANKI"
- Koło Gospodyń Wiejskich w Łazińsku Pierwszym
- Koło Gospodyń Wiejskich "RUDAWA" w Oleśnicy[6]

## Sołectwa
Adamierz, Anielewo, Augustynów, Bukowe, Drzewce, Grądzeń, Imielno, Kopojno, Koszelewska Łąka, Kościołków, Łazińsk Drugi, Łazińsk Pierwszy, Łazy, Łomów, Łukom, Mariantów, Michalinów k. Oleśnicy, Michalinów k. Trąbczyna, Myszakówek, Nowa Wieś, Oleśnica, Osiny, Skokum, Stanisławów, Szetlew, Szetlewek, Trąbczyn, Wrąbczyn, Zalesie.

## Pozostałe miejscowości
Chruściki, Długa Górka, Grabina, Huta Łukomska, Kirchol, Kopojno-Parcele, Łukom (osada leśna), Myszaków, Olchowo, Oleśnica-Folwark, Podbiel, Przybysław, Smoleniec, Stawisko, Tarszewo, Trąbczyn B, Trąbczyn D, Trąbczyn Dworski, Wincentowo, Włodzimirów, Wrąbczyn Górski, Wymysłów.

## Sąsiednie gminy
Gizałki, Grodziec, Lądek, Pyzdry, Rzgów